# Mistrzostwa Świata w Kolarstwie Przełajowym 2007
58. Mistrzostwa Świata w Kolarstwie Przełajowym 2007 odbyły się w belgijskiej miejscowości Hooglede, w dniach 27 - 28 stycznia 2007 roku.

## Medaliści
| Konkurencja:                | Złoto:            | Czas      | Srebro:          | Czas     | Brąz:              | Czas     |
| Klasyfikacja mężczyzn       |                   |           |                  |          |                    |          |
| Elite (28 stycznia 2007)    | Erwin Vervecken   | 1:05:35 h | Jonathan Page    | + 0:03 m | Enrico Franzoi     | + 0:16 m |
| U-23 (27 stycznia 2007)     | Lars Boom         | 53:55 m   | Niels Albert     | + 1:22 m | Romain Villa       | + 1:44 m |
| Juniorzy (27 stycznia 2007) | Joeri Adams       | 41:18 m   | Danny Summerhill | + 0:00 m | Jiří Polnický      | + 0:01 m |
| Klasyfikacja kobiet         |                   |           |                  |          |                    |          |
| Elite (28 stycznia 2007)    | Maryline Salvetat | 42:57 m   | Katie Compton    | + 0:01 m | Laurence Leboucher | + 0:09 m |

## Szczegóły

### Zawodowcy
| Medal | Zawodnik            | Narodowość        | Czas      |
| ----- | ------------------- | ----------------- | --------- |
|       | Erwin Vervecken     | Belgia            | 1:05:35 h |
|       | Jonathan Page       | Stany Zjednoczone | + 0:03    |
|       | Enrico Franzoi      | Włochy            | + 0:16    |
| 4     | Bart Wellens        | Belgia            | + 0:25    |
| 5     | Kevin Pauwels       | Belgia            | + 0:32    |
| 6     | Richard Groenendaal | Holandia          | + 0:35    |
| 7     | Gerben de Knegt     | Holandia          | + 1:12    |
| 8     | John Gadret         | Francja           | + 1:26    |
| 9     | Christian Heule     | Szwajcaria        | + 1:35    |
| 10    | Thijs Al            | Holandia          | + 1:40    |

### U-23
| Medal | Zawodnik              | Narodowość | Czas    |
| ----- | --------------------- | ---------- | ------- |
|       | Lars Boom             | Holandia   | 53:55 m |
|       | Niels Albert          | Belgia     | + 1:22  |
|       | Romain Villa          | Francja    | + 1:44  |
| 4     | Zdeněk Štybar         | Czechy     | + 2:29  |
| 5     | Philipp Walsleben     | Niemcy     | + 2:49  |
| 6     | Lukáš Klouček         | Czechy     | + 2:56  |
| 7     | Jonathan Lopez        | Francja    | + 3:04  |
| 8     | Rob Peeters           | Belgia     | + 3:10  |
| 9     | Rafael Visinelli      | Włochy     | + 3:22  |
| 10    | Ricardo van der Velde | Holandia   | + 3:25  |

### Juniorzy
| Medal | Zawodnik             | Narodowość        | Czas    |
| ----- | -------------------- | ----------------- | ------- |
|       | Joeri Adams          | Belgia            | 41:18 m |
|       | Danny Summerhill     | Stany Zjednoczone | + 0:00  |
|       | Jiří Polnický        | Czechy            | + 0:01  |
| 4     | Ramon Sinkeldam      | Holandia          | + 0:02  |
| 5     | Ole Quast            | Niemcy            | + 0:11  |
| 6     | Arnaud Jouffroy      | Francja           | + 0:32  |
| 7     | Allessandro Calderan | Włochy            | + 0:44  |
| 8     | Rob van der Velde    | Holandia          | + 0:58  |
| 9     | Marek Konwa          | Polska            | + 1:06  |
| 10    | Peter Sagan          | Słowacja          | + 1:10  |

### Kobiety
| Medal | Zawodnik                 | Narodowość        | Czas    |
| ----- | ------------------------ | ----------------- | ------- |
|       | Maryline Salvetat        | Francja           | 42:57 m |
|       | Katie Compton            | Stany Zjednoczone | + 0:01  |
|       | Laurence Leboucher       | Francja           | + 0:09  |
| 4     | Daphny van den Brand     | Holandia          | + 0:31  |
| 5     | Hanka Kupfernagel        | Niemcy            | + 0:41  |
| 6     | Christel Ferrier-Bruneau | Francja           | + 0:43  |
| 7     | Marianne Vos             | Holandia          | + 1:12  |
| 8     | Birgit Hollmann          | Niemcy            | + 1:33  |
| 9     | Helen Wyman              | Niemcy            | + 2:26  |
| 10    | Linda van Rijen          | Holandia          | + 2:42  |

## Tabela medalowa
| Miejsce | Państwo  |   |   |   |   |
| ------- | -------- | - | - | - | - |
| 1.      | Belgia   | 2 | 1 | 0 | 3 |
| 2.      | Francja  | 1 | 0 | 2 | 3 |
| 3.      | Holandia | 1 | 0 | 0 | 1 |
| 4.      | USA      | 0 | 3 | 0 | 3 |
| 5.      | Czechy   | 0 | 0 | 1 | 1 |
| 5.      | Włochy   | 0 | 0 | 1 | 1 |